# Уральская епархия (РДЦ)
Ура́льская епа́рхия — каноническая и территориально-административная структура Русской Древлеправославной церкви, объединяющая общины и религиозные группы древлеправославных христиан, проживающих в Пермской, Свердловской, Оренбургской областях, а также в Башкирии и Западном Казахстане.
- Североуральское благочиние, благочинный протоиерей Никанор Кречетов[2];
- Среднеуральское благочиние, благочинный протоиерей Сергий Громов;
- Южноуральское благочиние, благочинный иерей Геннадий Горьков;
- Среднеазиатское благочиние, благочинный протоиерей Михаил Макеев (учреждено 25.12.2011).[3]

## История
Управляющим Уральской и Сибирской епархией с 16 сентября 1929 года по июль 1935 года с кафедрой в городе Бугуруслане был епископ Стефан (Расторгуев).
В 2005 году управляющим Уральской епархией был поставлен епископ Варнава (Едигарев), а после его ухода в 2008 году на покой, вакансия управляющего епархией не замещена.

## Епископы
- 16 сентября 1929 — июль 1935 — Стефан (Расторгуев)  с титулом — «епископ Бугурусланский и Уральский»[5]
- 2005-2008 - Варнава (Едигарев)